# Sikolo
Sikolo est une sous-préfecture du Nord de la Côte d'Ivoire et appartenant au département de Kong, Région des Savanes. La localité de Sikolo est un chef-lieu de commune.
Sikolo dispose d'un établissement secondaire dénommé Collège Moderne de Sikolo ouvert en 2021.